# 2nd Marine Logistics Group
Il 2nd Marine Logistics Group è un gruppo di supporto dello United States Marine Corps. Il quartier generale è situato presso Camp Lejeune, Carolina del Nord.

## Organizzazione
- Headquarters Regiment
- Combat Logistics Regiment 2
  - Headquarters Company
  -  Combat Logistics Battalion 2
  -  Combat Logistics Battalion 6
  -  Combat Logistics Battalion 8
  - 2nd Transportation Support Battalion
- Combat Logistics Regiment 25
  - Headquarters Company
  - Combat Logistics Company 21
  - Combat Logistics Company 23
  -  2nd Maintenance Battalion
  -  2nd Supply Battalion
- 2nd Medical Battalion
- 2nd Dental Battalion
- 8th Engineer Support Battalion